# Фонклеро
Фонклеро́ (фр. Fontclaireau) — коммуна во Франции, находится в регионе Пуату — Шаранта. Департамент — Шаранта. Входит в состав кантона Манль. Округ коммуны — Конфолан.
Код INSEE коммуны — 16140.
Коммуна расположена приблизительно в 370 км к юго-западу от Парижа, в 80 км южнее Пуатье, в 28 км к северу от Ангулема.

## Население
Население коммуны на 2008 год составляло 368 человек.
| 1962 | 1968 | 1975 | 1982 | 1990 | 1999 | 2008 |
| ---- | ---- | ---- | ---- | ---- | ---- | ---- |
| 333  | 354  | 324  | 292  | 300  | 360  | 368  |

## Экономика
В 2007 году среди 223 человек в трудоспособном возрасте (15—64 лет) 163 были экономически активными, 60 — неактивными (показатель активности — 73,1 %, в 1999 году было 62,0 %). Из 163 активных работали 142 человека (79 мужчин и 63 женщины), безработных было 21 (8 мужчин и 13 женщин). Среди 60 неактивных 18 человек были учениками или студентами, 19 — пенсионерами, 23 были неактивными по другим причинам.

## Фотогалерея

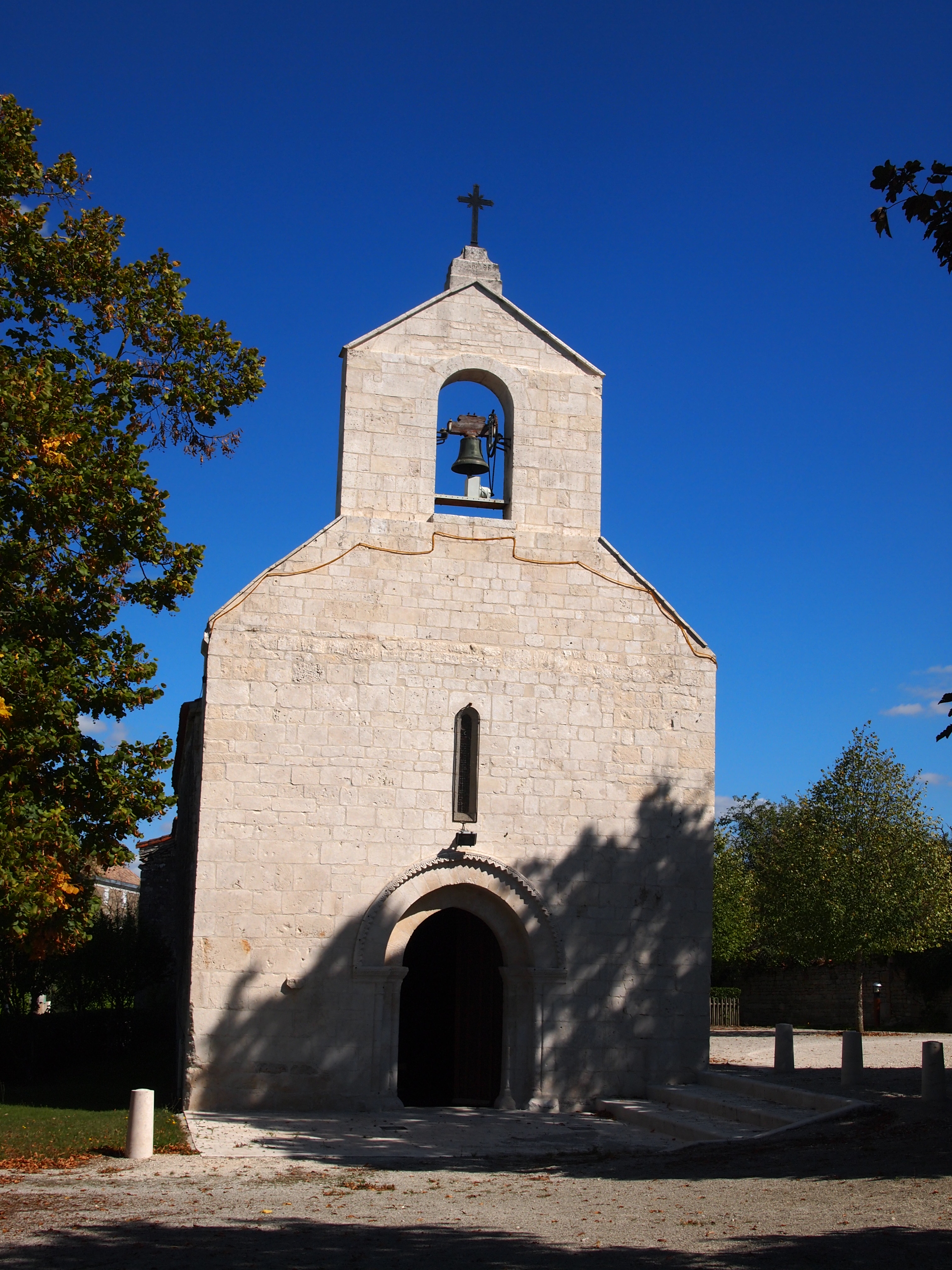
Церковь Сен-Пьер
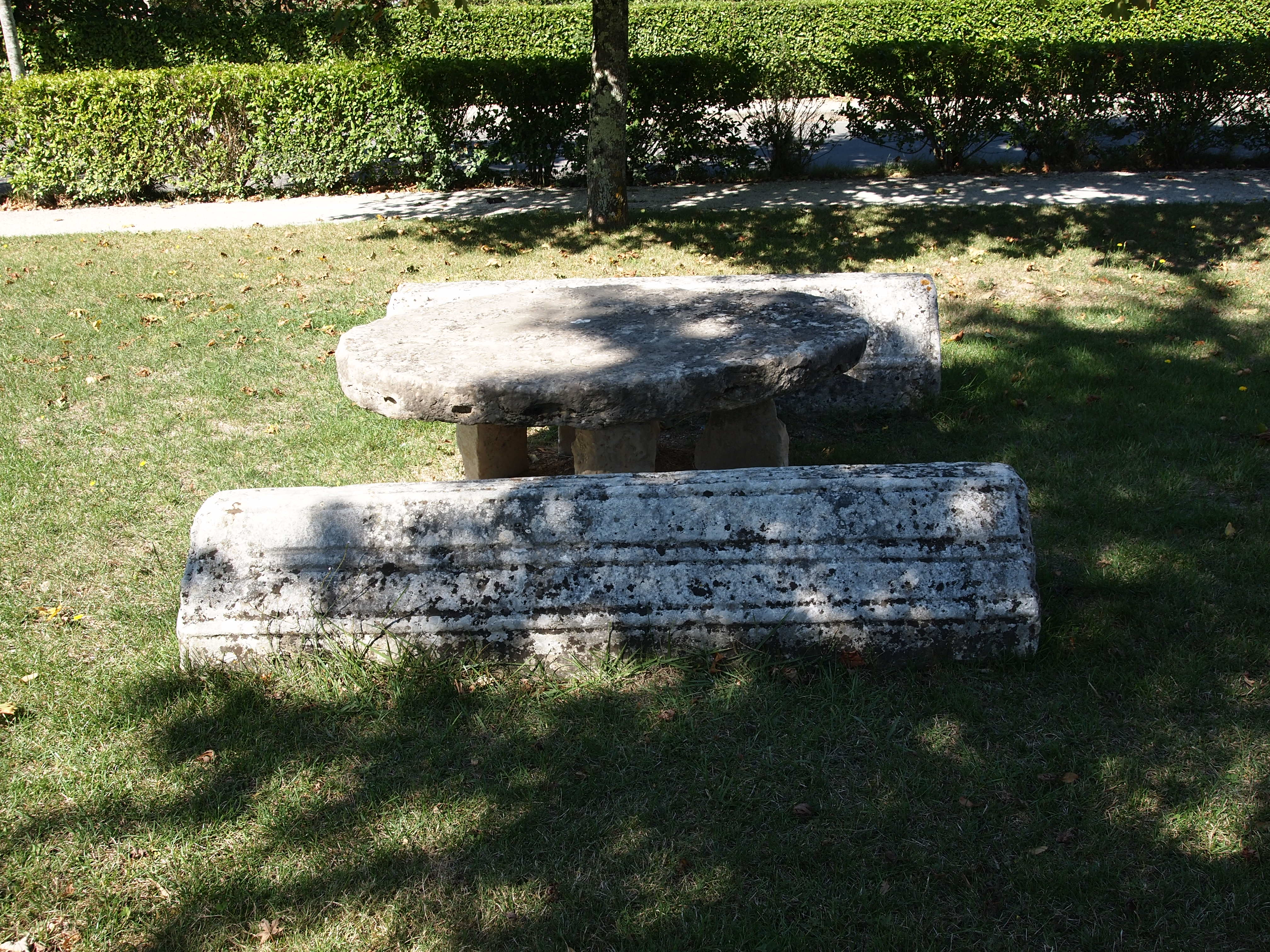
Саркофаг
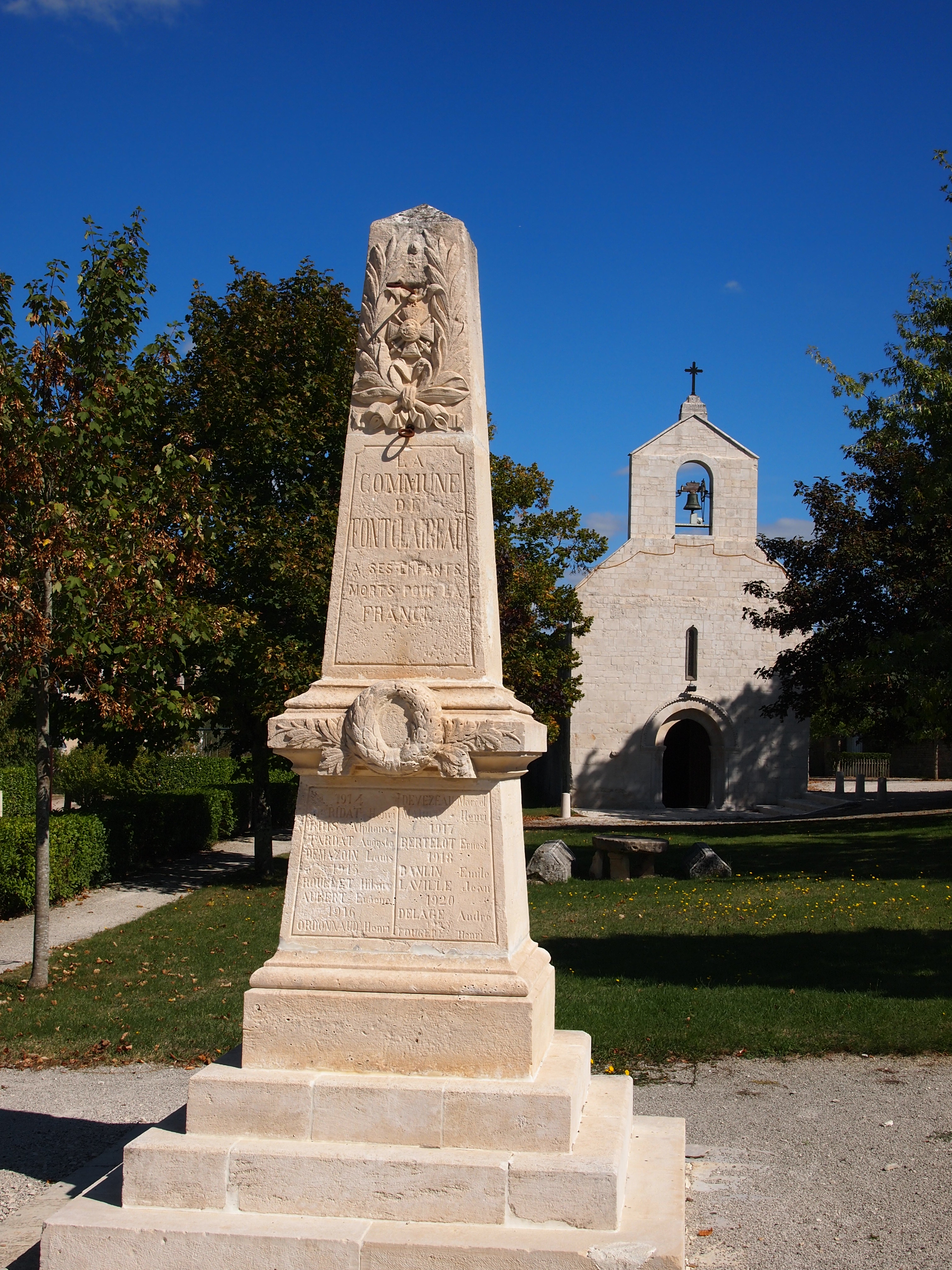
Военный мемориал